# 天の戦い
天の戦い（てんのたたかい）は、『ヨハネの黙示録』に登場する、天国で大天使ミカエルが率いる天使軍団とドラゴンの戦争である。悪魔やサタンと認められた者は、倒されて地上に追放される。